# Chat
Una chat (in italiano letterale "chiacchierata") è un servizio di telecomunicazione tra due o più persone che può essere di un'ampia gamma di tipi, sia telefonici sia via Internet; ovvero quelli che i paesi di lingua inglese distinguono di solito con l'espressione online chat ("chat in linea").
Questi servizi, anche piuttosto diversi fra loro, hanno tutti in comune due elementi fondamentali: il fatto che il dialogo avvenga in tempo reale e il fatto che il servizio possa mettere facilmente in contatto anche perfetti sconosciuti, generalmente in forma essenzialmente anonima. Il "luogo" (lo spazio virtuale) in cui la chat si svolge è chiamato solitamente chatroom (letteralmente "stanza delle chiacchierate"), detto anche channel (in italiano canale), spesso abbreviato chan.

## Storia
Il primo sistema di chat online è stato Talkomatic, creato da Doug Brown e David R. Woolley nel 1973 su PLATO System presso la University of Illinois. Metteva a disposizione diversi canali, ognuno di essi poteva ospitare cinque persone, i messaggi in esso scritti apparivano a tutti gli utenti carattere per carattere mentre venivano digitati. Talkomatic ha avuto una discreta popolarità fra gli utenti di PLATO a metà degli anni 80. Nel 2014, Brown e Woolley hanno pubblicato una versione web di Talkomatic.
Il primo sistema online definito "chat" fu creato da Tom Walker e Fritz Thane per Dialcom, Inc.
La prima sessione chat transatlantica avvenne fra Oulu, in Finlandia e Corvallis, in Oregon nel febbraio 1989.
Il primo servizio di chat online disponibile al pubblico è stato CompuServe CB Simulator nel 1980,
creato da Alexander "Sandy" Trevor per CompuServe a Columbus. Fra gli antenati dei moderni servizi chat è da includere inoltre software chat di rete come ad esempio UNIX Talk usato negli anni 70.

## Caratteristiche
Fra gli informatici il servizio di chat con la storia e la tradizione più importanti è certamente la Internet Relay Chat (IRC), basata sullo scambio di messaggi testuali. A questa tecnologia, che ancora oggi mette in comunicazione milioni di utenti ogni giorno, è associata un'intera sottocultura diversificata in decine di "sotto-sottoculture" per i principali server. Da questo contesto deriva gran parte della terminologia che anche altri sistemi di chat su rete hanno ereditato. IRC, un tempo unico servizio di chat su Internet, è oggi affiancata dalle webchat ospitate da server autonomi e da numerose altre tecnologie; in particolare sono molto utilizzate le applicazioni di messaggistica istantanea, come ICQ o MSN Messenger che in genere integrano anche posta elettronica (e quindi comunicazione asincrona) e interazione multimediale. Sono anche molto diffusi, anche se forse non altrettanto utilizzati, i servizi basati sul Web, come gli applet di chat offerti da molti portali, tipicamente a supporto di comunità virtuali formatesi attorno a strumenti come forum o message board.

### Tipi di servizi
I diversi servizi di chat possono essere di due tipi principali:
- 1-on-1, come la messaggistica istantanea
- chat di gruppo

Alla prima categoria appartengono i servizi di chat che principalmente permettono di chattare con una persona alla volta, ognuna rappresentata da un nickname. I contatti di questo tipo di chat sono personali e contenuti in una rubrica, spesso archiviata on-line in modo che sia raggiungibile da ogni terminale collegato alla rete internet. Le finestre di conversazione sono una per ogni contatto con cui si sta chattando. Fra i tanti, i servizi più usati di questo tipo sono MSN Live Messenger, Yahoo! Messenger, Whatsapp, Google Talk e Skype. Solitamente i nickname in questi servizi sono legati ad un indirizzo mail o ad un account identificativo.
Le group chat hanno le potenzialità di mettere in comunicazione più persone contemporaneamente in quanto i messaggi vengono inviati a tutte le persone che in quel momento sono collegate al gruppo, solitamente chiamato canale o stanza. I canali si possono differenziare per i loro contenuti tematici e per la lingua usata dai loro utenti. La finestra di conversazione è una per ogni canale. Vi è comunque la possibilità d'inviare, in modo analogo agli instant messaging, messaggi in una conversazione "privato" tra due singoli utenti, possibilità anche nota come query. Le chat di gruppo come IRC sono principalmente testuali e con elementi multimediali ridotti o assenti. I nickname degli utenti non sempre sono legati ad un account permettendo così un maggior anonimato.
Con il passare del tempo ed il potenziamento del web le differenze fra la chat 1-on-1 e le chat di gruppo diminuiscono: se con le chat di gruppo come IRC è sempre stato possibile inviare anche messaggi ad una singola persona, i servizi di chat 1-on-1 si stanno orientando verso la possibilità di utilizzare anche chat di gruppo, sebbene tale funzione sia a volte disattivata dai gestori del server in seguito a polemiche e controverse derivanti da tale utilizzo.

## Il linguaggio della chat
La chat possiede un proprio linguaggio, piuttosto complesso in alcuni casi, considerato in genere più pratico e intuitivo da scrivere e da capire a detta degli stessi utilizzatori.

## La chat e le sue insidie
Secondo una stima della Associazione Italiana di pediatria, il 4% dei minorenni tiene nascosta ai propria genitori la propria attività su Internet. Nella navigazione l'adolescente ricerca un luogo di rifugio dalla vita di reale e, nello stesso tempo, un luogo di socializzazione anonimo e protetto.
Tuttavia, esistono delle insidie di tipo informatico, con potenziale danno per il dispositivo utilizzato per connettersi a Internet che di tipo umano, che recano un danno all'integrità psico-fisica delle persone connesse.

Come ogni utente connesso ad una rete telematica, un utente connesso ad una rete di chat è esposto a pericoli che possono realizzarsi o attraverso falle di sicurezza informatica o più spesso tramite tecniche di ingegneria sociale.
Tra i pericoli maggiori in cui può cadere un utente della chat:
- Virus
- phishing, profili falsi di utenti mai iscritti o che si sono cancellati dal sito e robot avanzati e automatici di intelligenza artificiale che rispondono agli utenti; si crede di parlare con una persona reale, e invece dall'altra parte c'è un computer)
- truffe, ad esempio:
  - stranieri che si fanno inviare denaro e regali con la promessa di un viaggio per incontrarsi
  - utenti che si fanno incontrare in luogo pubblico poco frequentato e con un testimone-complice, richiedono del denaro al momento,
  - escort che si fanno credere utenti innamorati e interessati, si presentano nel luogo dell'incontro con un testimone-complice e successivamente minacciano una denuncia per stalking o per diffamazione chiedendo in cambio del denaro.

- Furto dati personali e lesione della privacy
- acquisizione di immagini, video e dati personali e sensibili a scopo di schedatura o ricatto economico
- Adescamenti (pedofilia, pornografia minorile, pedopornografia)
- camgirl, scam
- cyberbullismo, che può trasformarsi in stalking e bullismo nella vita reale.
- depressione e senso di frustrazione maschili. Tipiche delle chat di incontri in cui, a causa della disproporzione tra il numero di donne (molto più basso) e il numero di uomini (molto più alto), molti di questi ultimi non riescono a trovare nessuno. Ciò li porta inevitabilmente a disiscriversi con un senso di frustrazione e di depressione. Archiviato il 27 ottobre 2020 in Internet Archive.

Se il sito presenta eventuali bug sul fronte della sicurezza del servizio (backdoor), è possibile che altri utenti possano prendere il controllo del PC per sottrarre dati personali e sensibili, per esempio dati e password della carta di credito, ovvero per installare ed eseguire dei malware che si diffondono agli altri utenti collegati alla chat, e sono utilizzati per protrarre attacchi DDoS.
Alcuni gestori conservano i log di conversazione. La normativa italiana non prevede alcuna limitazione temporale all'archiviazione di queste informazioni, né la loro distruzione su richiesta degli utenti.
I log sono file che contengono la cronologia degli eventi di sistema. Anche alcuni programmi di IM usano i log per comodità dell'utente in modo da tenere un promemoria delle chattate svolte. Ciò può rendere il log un pericolo per la privacy di chi chatta.
Nel caso in cui ci si trovi ad usare la chat in un PC di un net-caffè, di un aeroporto, o in altri luoghi pubblici è buona norma disattivare il log di conversazione o cancellarlo a fine sessione.

## Software protocolli chat e videochat presenti nella rete
- AOL Instant Messenger (AIM)
- Badoo chat per incontri
- camfrog
- Chatroulette
- Conversations
- Cryptocat, plug-in gratuito e a sorgente aperto, compatibile con i browser più diffusi per avviare una chat privata cifrata
- Discord, chat creata appositamente per Videogiocatori
- Facebook
- Gadu-Gadu
- Google Talk/Hangouts
- Grindr
- IChat
- ICQ (OSCAR)
- Internet Relay Chat (IRC)
- XMPP
- Meetro
- MSN Messenger
- MUD
- PowWow
- QQ
- Skype
- Skyrock
- TeamSpeak (TS)
- Telegram
- VKontakte (rete più diffusa in Russia)
- Viber
- Windows Live Messenger
- WhatsApp
- WeChat
- Yahoo! Messenger